# Mark Carrier
Mark Anthony Carrier III (Lake Charles, 28 aprile 1968) è un ex giocatore di football americano statunitense che ha giocato nel ruolo di safety nella National Football League. Fu scelto come sesto assoluto nel Draft NFL 1990 dai Chicago Bears. Al college ha giocato a football al USC.

## Carriera professionistica
Carrier fu scelto come sesto assoluto nel Draft 1990 Chicago Bears. Nella sua prima stagione guidò la NFL con 10 intercetti, un nuovo record di franchigia, venendo premiato come rookie difensivo dell'anno e convocato per il primo di tre Pro Bowl in carriera. Carrier fu multato diverse volte in carriera per la violenza dei suoi colpi e subì anche tre commozioni cerebrali. Giocò coi Bears fino al 1996, poi passò ai Detroit Lions (1997–99) e ai Washington Redskins nel 2000, stagione dopo la quale si ritirò. Nel 2006 divenne l'allenatore della linea secondaria dei Baltimore Ravens. Nel 2010 passò al ruolo di allenatore della linea difensiva dei New York Jets e nel 2013 fu assunto come allenatore dei defensive back dei Cincinnati Bengals.

## Palmarès
- Convocazioni al Pro Bowl: 3

1990, 1991, 1993
- Rookie difensivo dell'anno - 1990
- PFWA All-Rookie Team - 1990

## Statistiche
| Tackle     | 409 |
| Sack       | 0,0 |
| Intercetti | 32  |